# La Plateforme (Allemagne)
 (janvier 2024).
Si vous disposez d'ouvrages ou d'articles de référence ou si vous connaissez des sites web de qualité traitant du thème abordé ici, merci de compléter l'article en donnant les références utiles à sa vérifiabilité et en les liant à la section « Notes et références ».
La Plateforme – Fédération Anarcha-Communiste est une organisation anarchiste allemande fondée en janvier 2019 qui s'appuie sur la forme organisationnelle du plateformisme.

## Idéologie
L’objectif de la plateforme est, selon sa propre déclaration, « de vaincre toutes les formes d’oppression et de domination et de construire une société sans dirigeants, sans classes et sans État sur la base du communisme libertaire. »
La base idéologique est le communisme libertaire, mais elle utilise également les concepts théoriques de l'anarcha-féminisme et de l'éco-anarchisme, tout en s'inspirant de penseurs comme : Piotr Alexeïevitch Kropotkine, Mikhaïl Alexandrowitsch Bakounine, Errico Malatesta, Nestor Makhno et Erich Mühsam.[réf. nécessaire]
Sur le plan organisationnel, la Plateforme fait référence au principe du plateformisme et utilise le concept spécifique d'« insertion sociale ». Grâce au principe d'unité idéologique et tactique, d'engagement et d'activité collective, une meilleure structuration de l'organisation anarchiste doit être réalisée et le mouvement anarchiste est ainsi rendu plus capable d'agir et d'agir,.
Selon ses propres déclarations, la raison de la création de la Plateforme était « un manque général de stratégie, une grande invisibilité publique et un faible impact extérieur » du mouvement anarchiste dans les pays germanophones,.
La Plateforme est convaincue que « la révolution sociale ne peut être réalisée qu’en présence de (presque) tous les courants, approches et tactiques anarchistes ». Cela inclut « les tactiques et les objectifs syndicalistes ainsi que les actes de résistance insurrectionnelle ou les structures anarchistes vécues ici et maintenant. »
Afin d'exprimer l'importance de vision féministe, le nom initial de leur organisation a été changé d'« anarcho-communiste » à « anarcha-communiste ».[réf. nécessaire]

## Activités
La Plateforme s'appuie sur le concept de dualisme organisationnel, ce qui signifie qu'elle est active au sein du mouvement anarchiste d'une part, mais qu'elle est également impliquée dans des mouvements sociaux en dehors du spectre anarchiste et de la gauche radicale.
La Plateforme ne prétend pas être une organisation de masse, mais voit cette objectif à remplir dans les mouvements sociaux. Elle rejette le concept d'avant-garde politique.
Au niveau local, la Plateforme est en réseau avec des groupes de la Fédération des anarchistes germanophones et de l'Union des travailleurs libres.

## Structure
La Plateforme se compose de plusieurs groupes locaux et d'un groupe suprarégional, qui sont en réseau et affiliés à un niveau fédéral . Il existe également un cercle de partisans composé de sympathisants.
La Plateforme est en réseau avec des organisations anarchistes du monde entier, elle est de fait relativement proche du réseau Anarkismo, sans en être membre[réf. nécessaire].

## Publications
La Plateforme publie la série régulière de publications, Intervention Collective, dans laquelle sont publiées des traductions d'autres organisations, en plus de leurs propres textes. Elle possède également sa propre chaîne YouTube[réf. nécessaire].

## Office fédéral de protection de la constitution
Les autorités de l'Office fédéral de protection de la constitution classent la plateforme à l'extrême gauche. C'est ainsi que La Plateforme est mentionnée dans les rapports sur la protection constitutionnelle des Länder du Bade-Wurtemberg, de la Saxe-Anhalt, du Brandebourg, de la Bavière et de la Rhénanie-Palatinat,,.